# Hrvati u Ujedinjenom Kraljevstvu
Hrvati u Ujedinjenom Kraljevstvu osobe su hrvatske narodnosti, državljanstva ili podrijetla koje žive na području Ujedinjenoga Kraljevstva. Procjenjuje se kako hrvatska zajednica u UK-u broji preko 12 800 pripadnika.
Hrvati se na područje UK-a doseljavaju u poraću II. svjetskoga rata te ulaskom Hrvatske u Europsku uniju.
Na području Kraljevstva djeluje Britansko-hrvatsko društvo, AMAC-UK (Udruga bivših studenata hrvatskih sveučilišta), Matrix Croatiaca UK te CSYPN (eng. Croatian students and young profesional network). U Londonu djeluje Hrvatska katolička misija.
U hrvatskom veleposlanstvu u Londonu održava se nastava hrvatskoga jezika. Na fakultetu slavenskih i istočnoeuropskih studija Londonskoga sveučilišta djeluje lektorat hrvatskoga jezika.
Hrvatska emigracija izdavala je u drugoj polovini XX. st. u Londonu Novu Hrvatsku, jednu od najutjecajnijih tiskovina hrvatskoga iseljeništva.
Na ulicama Londona dostupna je besplatna mobilna aplikacija Hrvatski zvukopis, na engleskom i hrvatskom jeziku.
Poznatije osobe
- Lana Bojanić (rođena u Zagrebu), epidemiologinja i pjesnikinja,
- Jelko Jureša (rođen u Zagrebu), baletan, prvak Engleskoga nacionalnoga baleta,
- Rachel Leskovac, pjevačica i glumica,
- Marija Funes Pavlinić (rođena u Beogradu), novinska urednica,
- Vladimir Pavlinić, teolog, novinar i urednik,
- Paulo Radmilovic, plivač i vaterpolist,
- Mladen Žigrović (rođen u Zagrebu), esejist i novinar.

## Vanjske poveznice
- Hrvati u UK-u na Facebooku